# Oscar za nejlepší hudbu
Cena Akademie za nejlepší hudbu, též Cena Akademie za nejlepší původní hudbu, je ocenění, které každoročně uděluje Akademie filmového umění a věd nejlepšímu hudebnímu dílu použitému jako dramatické podkreslení pro film, přičemž dílo musí být speciálně napsané pro tento účel. Je povoleno použití již existující hudby, ale soutěžní film musí obsahovat alespoň minimální množství hudby původní. Toto minimum je od roku 2021 stanoveno jako 35 % hudby, u pokračování a filmových sérií je zvýšeno na 80 %.  Před vyhlášením nominací se do užšího výběru dostane patnáct výsledků.